# Ewald Lindmark
Ewald Eugén Lindmark (i riksdagen kallad Lindmark i Drängsmark), född 2 oktober 1885 i Byske församling, Västerbottens län, död där 24 oktober 1944, var en svensk hemmansägare och politiker (högern).
Lindmark var ledamot av riksdagens andra kammare från 1921, invald i Västerbottens läns valkrets. I riksdagen skrev han 104 egna motioner, där många handlade om jord- och skogsbruket och om vägväsendet. Andra motioner gällde nykterhetsfrågor.